# Sindangjaya (Ciranjang)
Sindangjaya is een bestuurslaag in het regentschap Cianjur van de provincie West-Java, Indonesië. Sindangjaya telt 6198 inwoners (volkstelling 2010).